# Marco Canola
Marco Canola, né le 26 décembre 1988, à Vicence, est un coureur cycliste italien. Son palmarès compte plusieurs victoires dont une étape du Tour d'Italie 2014.

## Biographie
En mai 2014, Marco Canola prend le départ de son second Tour d'Italie. Il en remporte la treizième étape, au terme d'une offensive menée dès le troisième kilomètre, en réglant au sprint ses compagnons d'échappée Jackson Rodríguez et Angélo Tulik,.
Au mois d'août 2017, il remporte la dernière étape du Tour de l'Utah.
En 2018, il termine deuxième du Tour du Limousin.
Membre de l'équipe russe Gazprom-RusVelo à partir de 2020, cette équipe disparaît le 1er mars 2022, à la suite de l'invasion russe en Ukraine. Ne retrouvant pas de contrat durant l'année 2022, Canola annonce en décembre la fin de sa carrière sportive.

## Palmarès sur route

### Palmarès amateur
- 2006
  - Trofeo Dorigo Porte
  - 3e de la Coppa Montes
- 2007
  - Coppa 1° Maggio
  - Medaglia d'Oro Fiera di Sommacampagna
  - 2e de la Coppa Caduti di Reda
  - 2e du Mémorial Benfenati
- 2008
  - 5e étape du Giro delle Valli Cuneesi
  - Grand Prix de la ville de Vérone
- 2009
  - 2e étape du Giro delle Valli Cuneesi
- 2010
  - Coppa Fiera di Mercatale
  - 3e du Trofeo Alcide Degasperi
  - 3e du Trofeo Zssdi
- 2011
  - Grand Prix Colli Rovescalesi
  - Tour de Vénétie et des Dolomites :
    - Classement général
    - 2e étape

  - 2e du Gran Premio Chianti Colline d'Elsa
  - 3e de la Coppa Caduti di Reda

### Palmarès professionnel
- 2012
  - 7e étape du Tour de Langkawi
  - 1reb étape du Tour de Padanie (contre-la-montre par équipes)
- 2014
  - 13e étape du Tour d'Italie
- 2016
  - 3e de la Philadelphia Cycling Classic
- 2017
  - Volta Limburg Classic
  - 2e, 3e et 5e étapes du Tour du Japon
  - 7e étape du Tour de l'Utah
  - Japan Cup
  - 2e de la Coppa Agostoni
  - 3e du Trofeo Matteotti
- 2018
  - 2e du Grand Prix de l'industrie et de l'artisanat de Larciano
  - 2e du Tour du Limousin
  - 3e du Grand Prix du canton d'Argovie
- 2019
  - 4e étape du Tour de l'Utah

## Résultats sur les grands tours

### Tour d'Italie
3 participations
- 2013 : 139e
- 2014 : 122e, vainqueur de la 13e étape
- 2019 : 107e

## Classements mondiaux
| Année                                 | 2009 | 2010 | 2011 | 2012 | 2013 | 2014 | 2015 | 2016 | 2017 | 2018 | 2019 | 2020 | 2021 | 2022  |
| ------------------------------------- | ---- | ---- | ---- | ---- | ---- | ---- | ---- | ---- | ---- | ---- | ---- | ---- | ---- | ----- |
| Classement mondial                    |      |      |      |      |      |      |      | 501e | 54e  | 91e  | 578e | 602e | 440e | 2511e |
| UCI Europe Tour                       | 992e | 197e | 824e | 903e | 601e | 474e | 705e | nc   | 13e  | 21e  | 437e | 488e | 364e | 1535e |
| UCI Asia Tour                         | nc   | nc   | nc   | 130e | nc   | 353e | 91e  | 346e | 6e   | 87e  |      |      |      |       |
| UCI America Tour                      | nc   | nc   | nc   | nc   | nc   | nc   | 447e | 30e  | 96e  | nc   |      |      |      |       |
|                                       |      |      |      |      |      |      |      |      |      |      |      |      |      |       |
| Légende : nc = non classéSource : UCI |      |      |      |      |      |      |      |      |      |      |      |      |      |       |